# Saltaire
Saltaire – wiktoriańskie modelowe miasteczko położone w Shipley, części miasta Bradford, w hrabstwie West Yorkshire w Anglii. Wiktoriański Salt's Mill i związana z nim dzielnica mieszkaniowa położona nad rzeką Aire oraz kanałem Leeds – Liverpool są wpisane na listę światowego dziedzictwa UNESCO i są jednym z punktów na Europejskim Szlaku Dziedzictwa Przemysłowego.

## Historia
Saltaire zostało zbudowane w 1851 roku przez Sir Titusa Salta, wiodącego przemysłowca w przemyśle wełnianym Yorkshire. Nazwa wsi jest połączeniem nazwiska założyciela i nazwy rzeki. Salt przeniósł swoją działalność (pięć osobnych fabryk) z Bradford do tego miejsca w pobliżu Shipley, aby umieścić swoją dużą fabrykę włókienniczą przy kanale Leeds – Liverpool oraz w przy linii kolejowej. Salt zatrudniał lokalnych architektów Francisa Lockwooda i Richarda Mawsona .
Salt budował zgrabne kamienne domy dla swoich robotników (znacznie lepsze niż slumsy w Bradford), umywalnie z bieżącą wodą, łaźnie, szpital i instytut rekreacji i edukacji, z biblioteką, czytelnią, salą koncertową, salą bilardową i laboratorium naukowym. Wieś miała szkołę dla dzieci robotników, ogródki działkowe, park i przystań. Wspierał także lokalne inicjatywy, takie jak założenie zespołu bębniarzy i flecistów dla chłopców w wieku szkolnym i orkiestrę dętą, prekursora dzisiejszego zespołu Hammonds Saltaire, dla mężczyzn z wioski.
Dzięki połączeniu wysokiej jakości mieszkań, zatrudnienia, rekreacji, placówek edukacyjnych i usług socjalnych, wzorcowe miasto stanowiło przełomowy przykład oświeconego planowania urbanistycznego z XIX wieku.
Sir Titus zmarł w 1876 roku i został pochowany w mauzoleum przylegającym do kościoła kongregacyjnego. Kiedy zmarł syn Sir Titusa Salta, Titus Salt Junior, Saltaire zostało przejęte przez spółkę, która obejmowała Sir Jamesa Robertsa z Haworth.

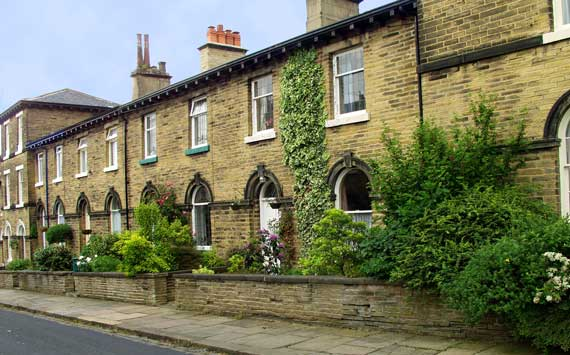
Domy robotnicze w Saltaire

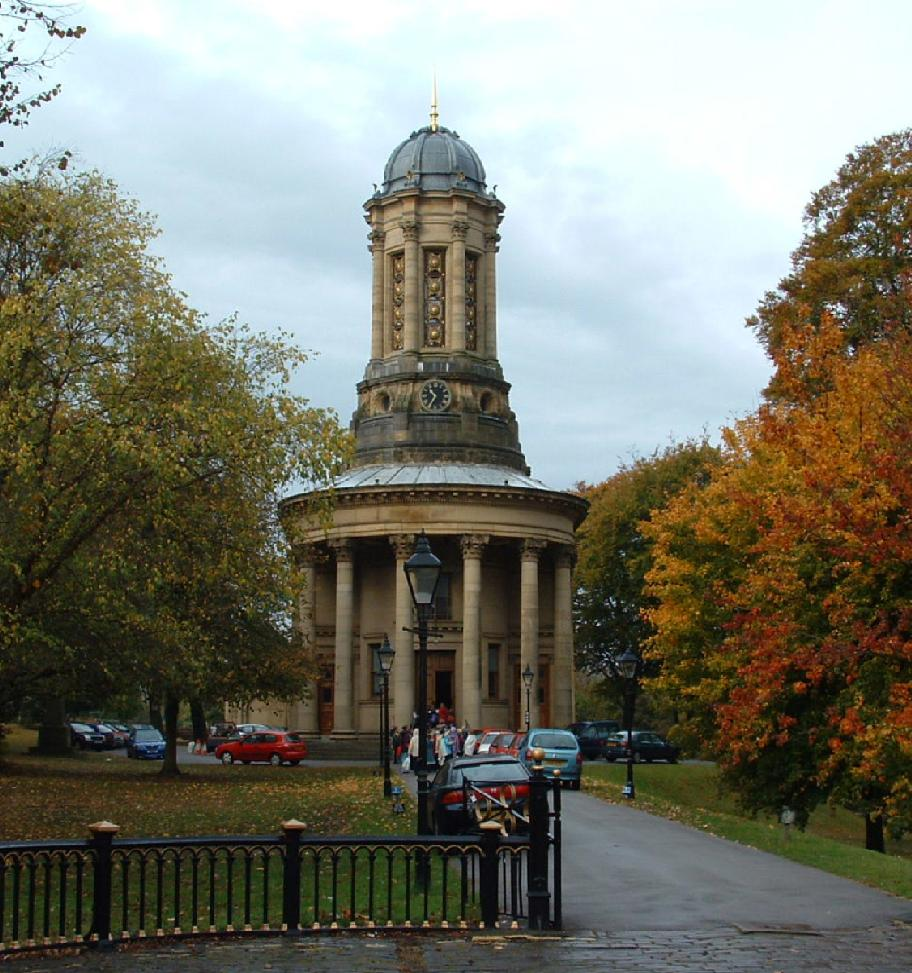
Zjednoczony Kościół Reformowany, Saltaire

## Salts Mill dzisiaj
Fabryka tekstyliów w Salts Mill została zamknięta w lutym 1986 roku. W następnym roku Jonathan Silver kupił budynek i rozpoczął jego renowację . Dziś jest tu centrum kultury i handlu. W głównym budynku fabryki znajdują się:
- galeria sztuki 1853: kilka dużych pomieszczeń poświęconych dziełom znanego bradfordczyka, artysty Davida Hockneya: obrazy, rysunki, fotomontaże i elementy scenografii.
- firmy przemysłowe, w tym producent elektroniki ARRIS International plc (dawniej Pace plc).
- sklepy sprzedające książki, artykuły artystyczne, biżuterię, odzież outdoorową, antyki, garnitury, rowery i artykuły gospodarstwa domowego; ostatni zawiera utwory znanych projektantów, takich jak Alvar Aalto i Philippe Starck.
- restauracje i kawiarnie.

## Zdjęcia

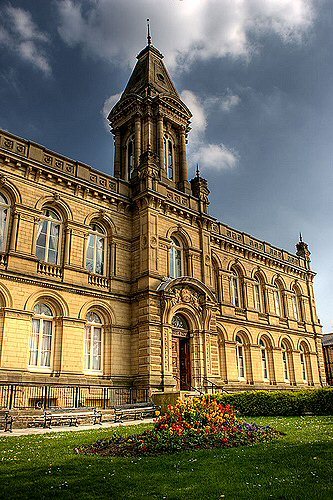
Victoria Hall, Saltaire Village
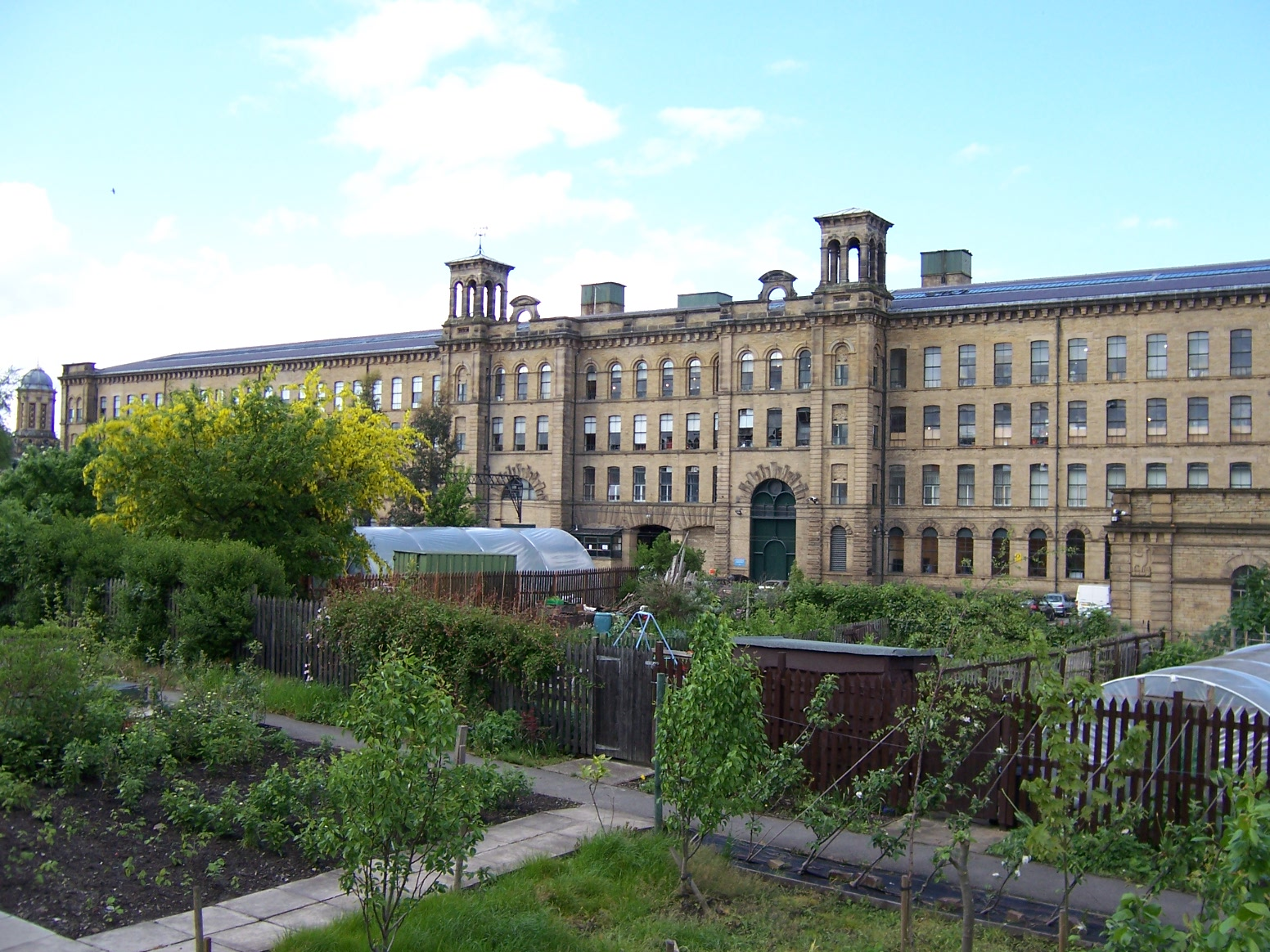
Salts Mill
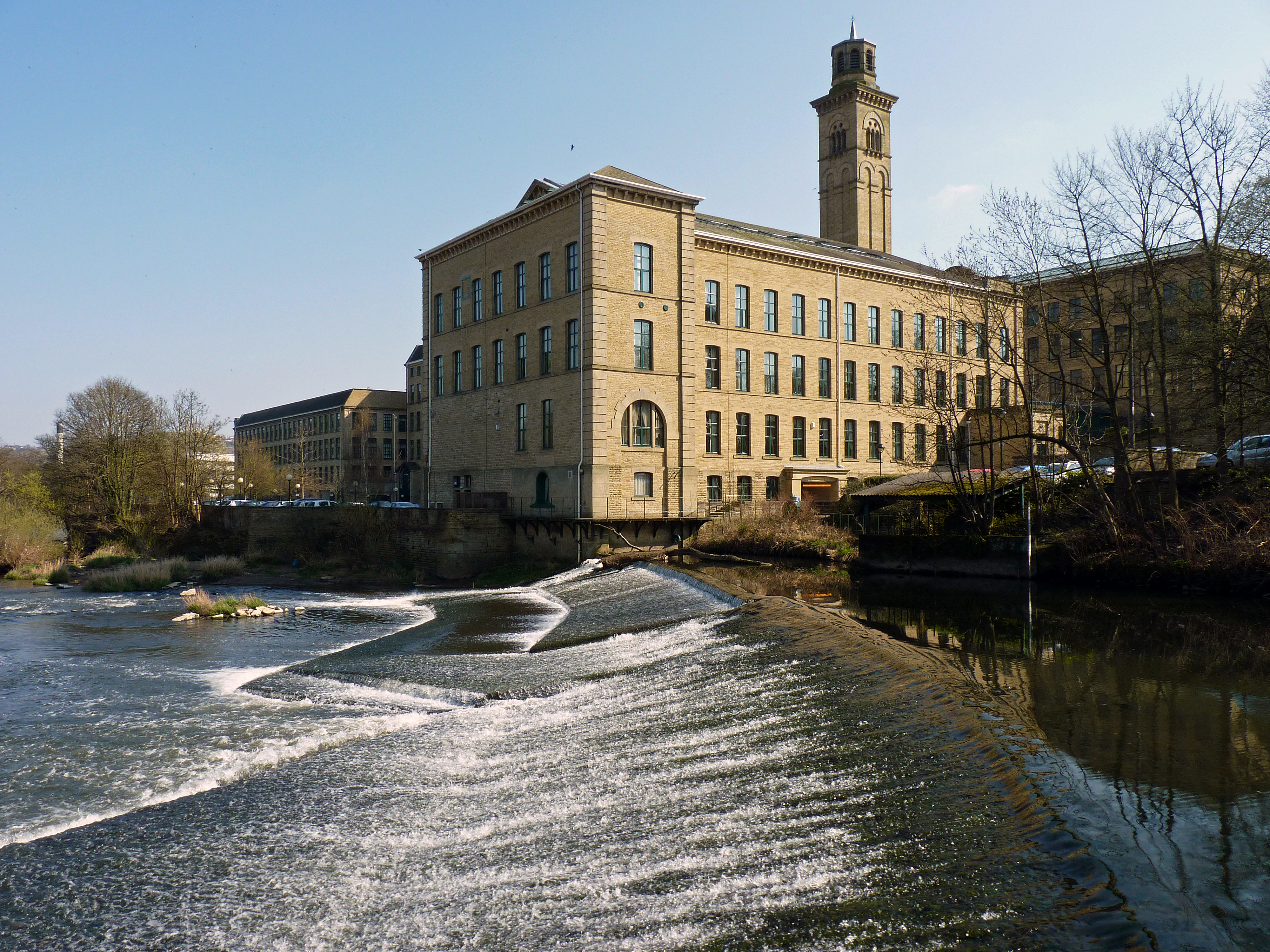
Salts Mill i rzeka Aire
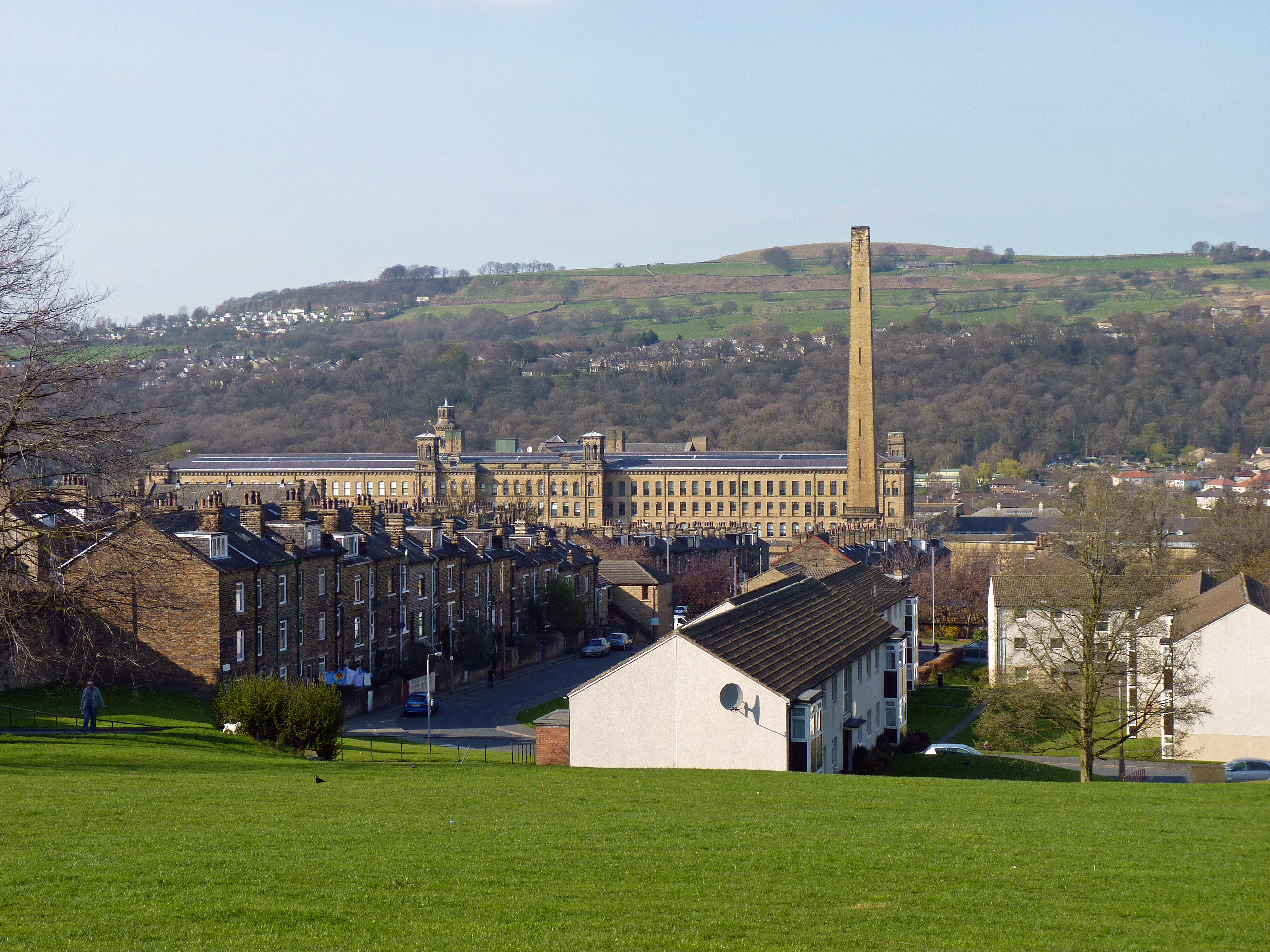
Salts Mill
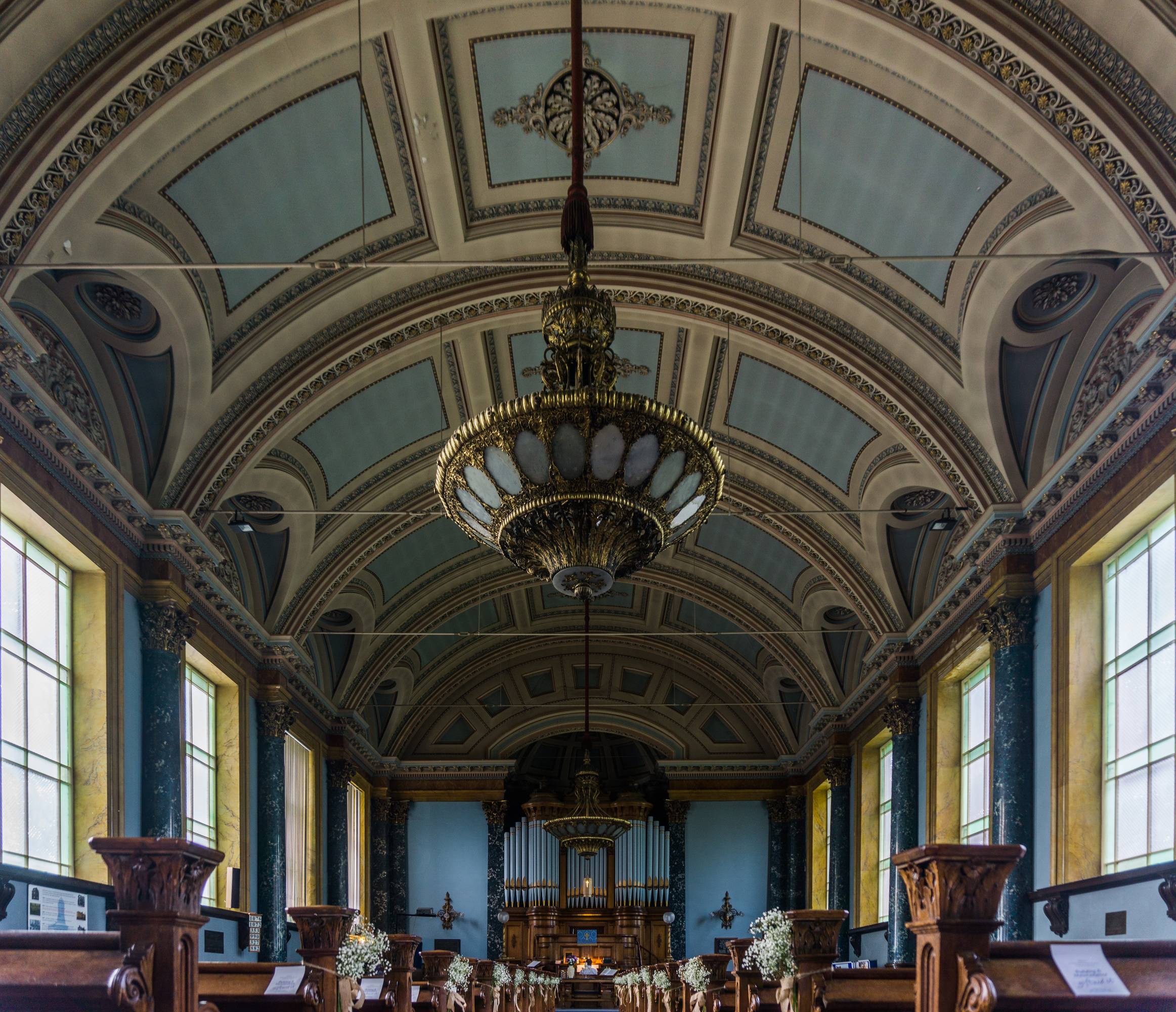
Wewnątrz Saltaire Congregational Church